# RGM Facility Management
RGM Facility Management GmbH mit Sitz in Berlin ist ein Dienstleistungsunternehmen mit drei Geschäftsbereichen: Facilitymanagement, Industrial Services und Real Estate Consulting. Das Unternehmen konzentriert sich auf die technische Gebäudebewirtschaftung von Gewerbeimmobilien sowie auf die Betreuung technischer Sekundärprozesse an großen Industriestandorten. Die RGM Facility Management GmbH ist mit einem Niederlassungs- und Stützpunktnetz im gesamten Bundesgebiet sowie europaweit in der Schweiz, Luxemburg und der Türkei präsent.
Die RGM Facility Management GmbH gehört zur Gegenbauer Holding SE & Co. KG.

## Geschichte
1994 wurden die beiden Gesellschaften RIAG Gebäudemanagement GmbH (RGM) und STEAG Gebäudemanagement GmbH als Töchter des damaligen RAG-Konzerns gegründet. Im Rahmen der Restrukturierung von RAG und der Gründung der Evonik wurde die RIAG Gebäudemanagement GmbH im Februar 2007 durch die Stego Vermögensverwaltung (90 %) sowie Fritz-Klaus Lange (10 %) übernommen und in RGM Gebäudemanagement GmbH umbenannt. 2010 wurde die RGM Holding GmbH als Dachgesellschaft zur Steuerung der drei strategischen Geschäftsbereiche Facility Management, Property Management und Industrial Services gegründet. Durch einen Gesellschafterwechsel übernahm die Georgsmarienhütte Holding 90 % der Anteile an RGM Holding GmbH. Im November 2016 hat die Gegenbauer Holding SE & Co. KG die Geschäftsanteile an der RGM Holding GmbH übernommen und ist nunmehr der alleinige Gesellschafter der RGM Gruppe.
Anfang März 2023 gaben Apleona und Gegenbauer ihre Fusion bekannt. Demnach beteiligen sich die Gesellschafter des Unternehmens Gegenbauer mit 20 % an Apleona, wobei der Name Gegenbauer vom Markt verschwinden wird.